# Henrik Fornander
Lars Henrik Fornander, född 18 september 1853 i Kalmar, död 20 november 1912 i Ösmo församling, Södermanlands län, var en svensk ingenjör och industriman. Han var bror till Carl Fornander.
Fornander blev elev vid Kungliga Tekniska högskolan i Stockholm 1880 och erhöll avgångsexamen 1883. Han var elev vid Gjuteri-bolaget Jäderberg & Aspenberg i Söderhamn 1870–1872 och vid Motala Verkstad 1872–1873. Han var ritare vid en verkstad i Björneborg 1873–1874, vid Åbo Nya Mekaniska Verkstad i Åbo 1874–1875 och vid maskinfabriken Germania i Chemnitz 1875–1876, konstruktör vid Åbo Nya Mekaniska Verkstad 1876–1880 och vid Munktells Mekaniska Verkstad i Eskilstuna 1883–1884, souschef vid Arboga Mekaniska Verkstad 1884–1887, delägare i och verkställande direktör för Söderhamns Verkstads och Varvs AB 1887–1902 samt ombudsman vid Sveriges verkstadsförening i Stockholm 1902–1904.
Tillsammans med sin hustru Anna Johanna Fornander, född Arnesen (1865–1920) stiftade Fornander Makarna Fornanders fond för "vetenskapligt arbete som rör sig inom gränsområdena mellan filosofi, kosmogoni, teoretisk fysik och kemi samt biologiens, medicinens och andra naturforskningens teoretiska delar".